# صادق‌آباد (نوبندگان)
صادق‌آباد (نوبندگان)، روستایی از توابع بخش نوبندگان شهرستان فسا در استان فارس ایران است.

## جمعیت
این روستا در دهستان نوبندگان قرار دارد و براساس سرشماری مرکز آمار ایران در سال ۱۳۸۵، جمعیت آن ۱۷۳ نفر (۳۷خانوار) بوده‌است.